# Toyota Stout
Toyota Stout — среднеразмерный пикап, выпускаемый компанией Toyota Motor Corporation с 1954 по 2000 год. Вытеснен с конвейера моделью Toyota Hilux. 

## Первое поколение (1954—1960)
Автомобиль Toyota Stout впервые был представлен в апреле 1954 года. В 1955 году грузоподъёмность увеличилась с 1,25 до 1,5 тонн. В 1957 году в семейство входили модели RK30 и RK35.

## Второе поколение (1960—1978)
Автомобиль Toyota Stout второго поколения был представлен в 1960 году. В октябре 1962 года в семейство входили модели RK45 и RK100. В сентябре 1963 года была представлена модель RK40 (Light Stout), однако её продажи были безуспешны, и вместо неё производились автомобили Hino Briska и Toyota Hilux.
С 1961 года автомобиль Toyota Stout продавался в Южной Африке под названием Toyota Stallion. С 1964 года автомобиль производился в Таиланде. При заменах двигателей автомобили назывались RK43 и RK47.

## Третье поколение (K110; 1979—2000)
С марта 1979 года производился автомобиль Toyota Stout третьего поколения. В январе 1982 года автомобиль прошёл рестайлинг, название было сменено с RK110 на RK111.
В июле 1985 года был снят с производства автомобиль с двойной кабиной. В марте 1989 года автомобиль Toyota Stout был снят с производства в Японии, но продолжал экспортироваться до февраля 2000 года.

## Галерея

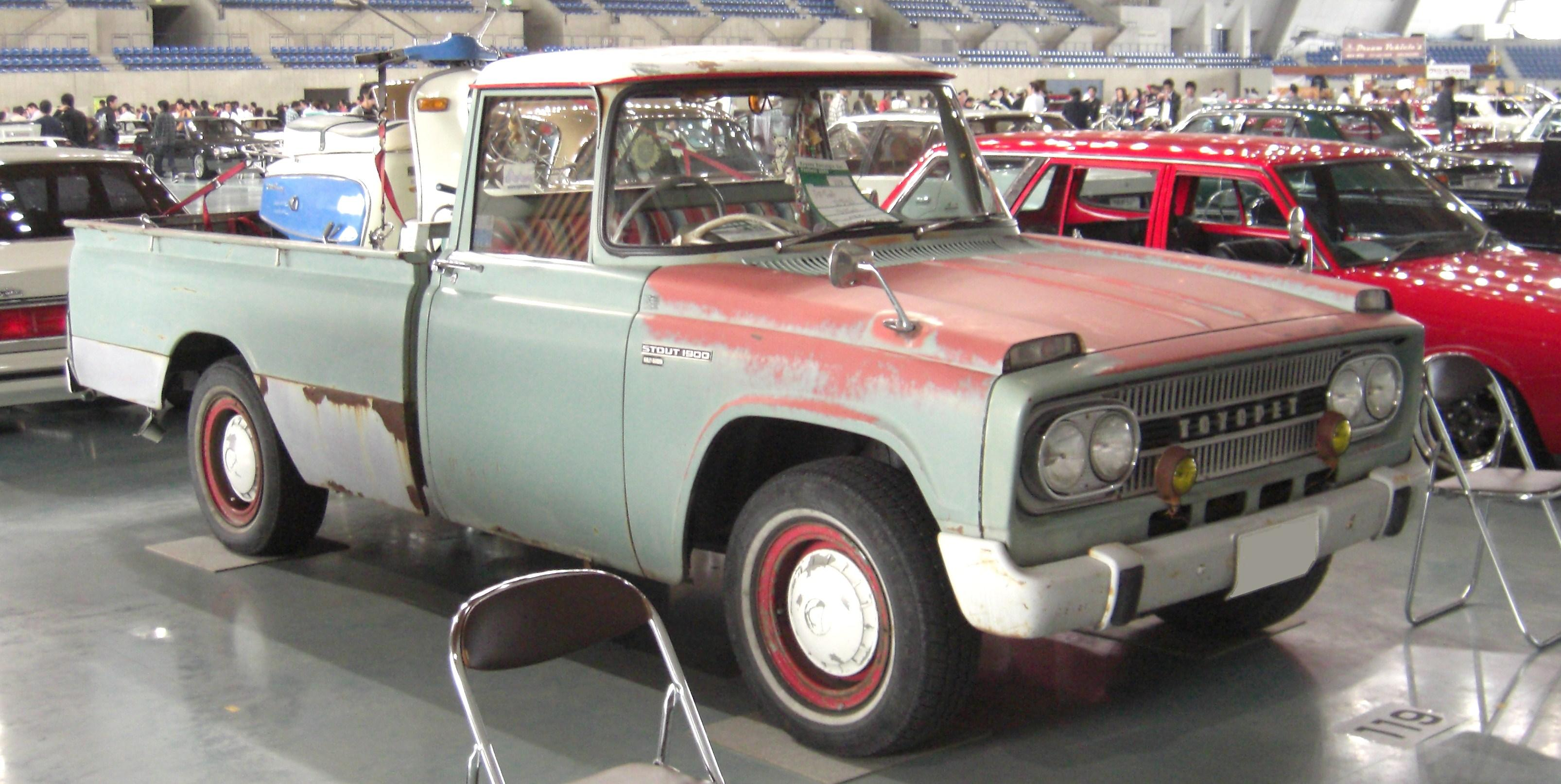
Toyopet Stout 1900 (RK100)
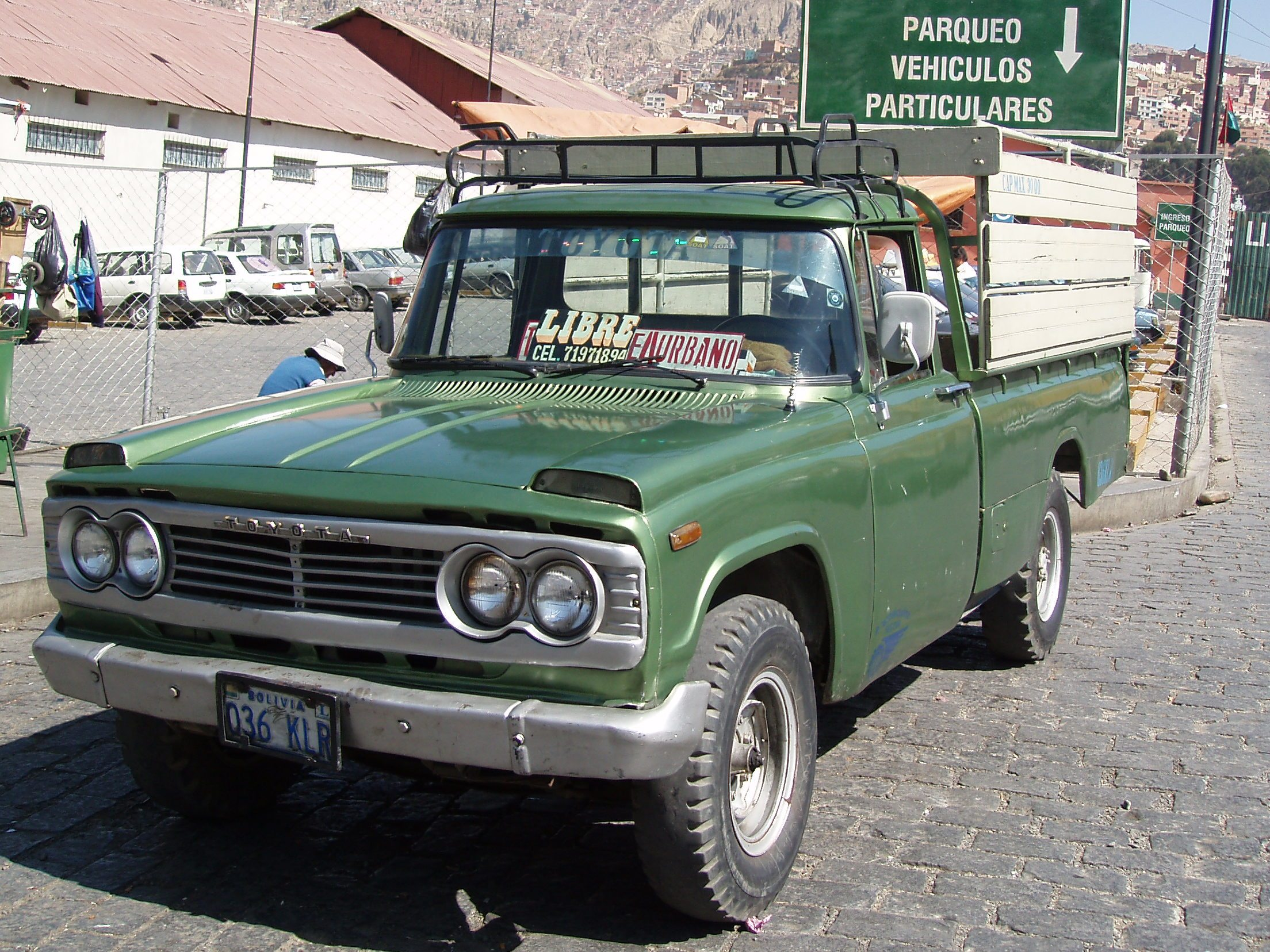
RK101 Stout в Боливии
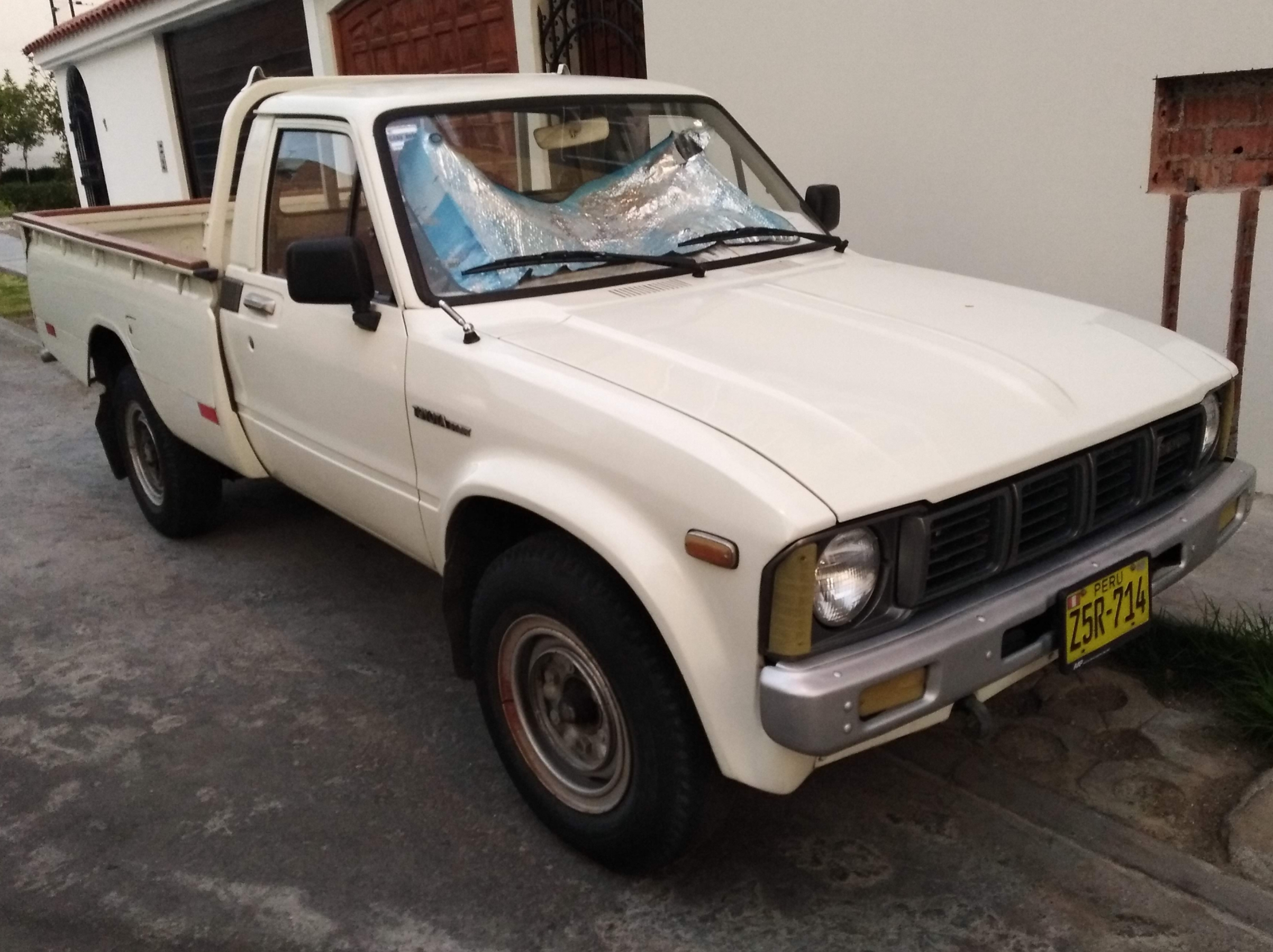
Toyota Stout RK101